# 汉萨号防护巡洋舰
汉萨号是德意志帝国海军于十九世纪后期建造的五艘维多利亚·路易丝级防护巡洋舰的末舰，以汉萨同盟命名。它于1896年在斯德丁的伏尔铿船厂开始架设龙骨、1898年3月下水，至1899年4月完工并投入舰队使用。舰只的主舰炮由两门210毫米40倍径和八门150毫米40倍径速射炮组成，最高速度为19节。
汉萨号于职业生涯的前六年都是跟随东亚分舰队服役。与赫塔号一起，它曾于1900年的义和团运动期间向占领大沽炮台的部队贡献出一支登陆小队。1904年8月，它又在黄海海战后被指定为扣押俄国战列舰皇太子号的舰只之一。在1906年返回德国后，舰只开始进行现代化改造，并于1909年工程完结后被用作教练船。当第一次世界大战爆发时，它被动员至第五侦察集群，但只是短暂的担任过前线任务。汉萨号于1915年后被用作宿营船，并最终于1920年出售拆解。

## 设计

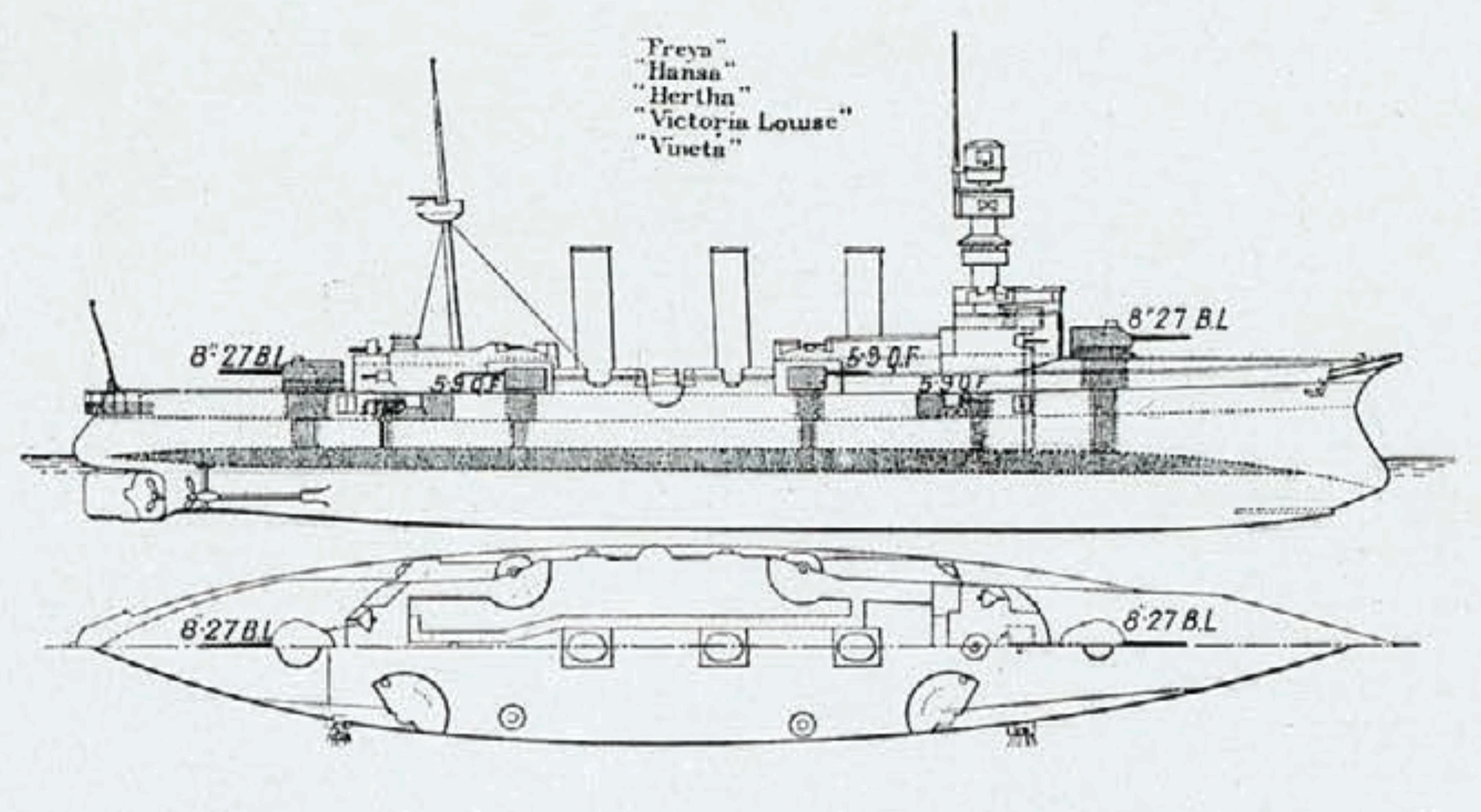
维多利亚·路易丝级舰只线条画

汉萨号是作为新增编入舰队的防护巡洋舰而以字母“N”为代号进行订购，并于1896年4月在斯德丁的伏尔铿船厂开始架设龙骨。它于1898年3月12日下水，继而展开舾装工作。在下水仪式上，由时任汉萨之城汉堡的市长约翰·格奥尔格·蒙克贝格主持为舰只命名。至1899年4月20日，汉萨号正式投入德意志帝国海军使用。
汉萨号的全长为110.6（362英尺10英寸），有17.6（57英尺9英寸）的舷宽和最多7.34（24英尺1英寸）的吃水深度。在满载情况下，舰只的排水量可达6,705公噸（6,599長噸）。其推进系统由三套立式四缸三胀蒸汽机组成，通过十八台贝尔维尔锅炉提供动力。舰只的最高速度为18.7節（34.6每小時），并可以12節（22每小時）的速度续航3,412海里（6,319）。其标准船员编制为31名军官和446名水兵。
汉萨号配备有两门安装在单座炮塔上的210毫米40倍径速射炮；其中舰艏、舰艉各一门。每门炮各共提供58发弹药，射程为16,300（17,800碼）。舰只还搭载有八门150毫米40倍径速射炮；其中四门安装在舰舯的炮塔上，另外四门则置于炮廓内。这些炮支的射程为13,700（15,000碼）。舰只的副炮则由十门88毫米30倍径速射炮组成，另有十挺机炮作为补充。它还标配搭载有三具450（17.7英寸）鱼雷管和八枚鱼雷；其中两具发射器安装在舷侧，第三具设于舰艏，均浸没在水线以下。

## 服役历史

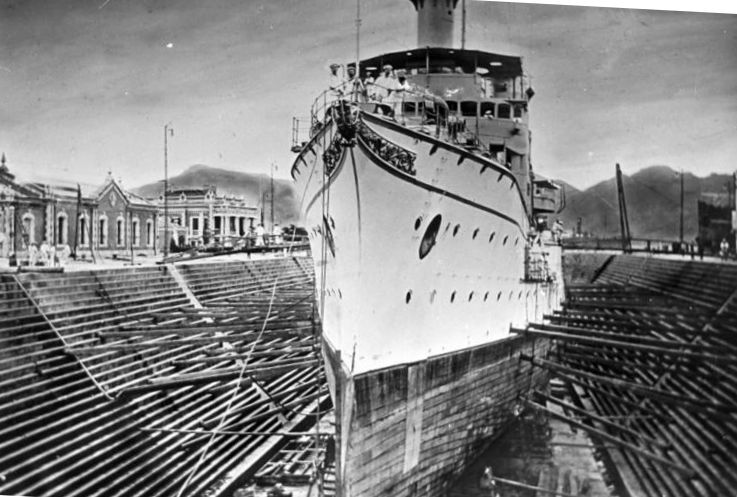
汉萨号于伏尔铿船厂

在完成海上试航后，汉萨号被部署至海外。汉萨号在东亚基地的首任舰长为胡戈·冯·波尔，这是后来在一战期间指挥公海舰队的总司令。作为东亚分舰队于义和团运动期间的一份子，汉萨号在大沽口炮台之战作出了显著的贡献。1900年6月，汉萨号连同赫塔号、葛冯号和伊伦娜号派遣了海兵营登陆，以夺取大沽口炮台。他们加入了由其它几个国家军舰派出的分遣队。这支多国部队共有约450名德国军人，官兵总数约为2200人。
1903年7月11日，汉萨号与中国巡洋舰海圻号一同驶入威海卫的英国海军基地，然后于两天后离港。1904年1月16日，汉萨号又造访了香港外围的大鹏湾，并在港湾停留了两天后离开。2月，当日俄战争爆发后，汉萨号从芝罘被派往正遭受日本军队攻击的亚瑟港。舰只疏散了身处当地的德国平民。3月初，汉萨号再次来到香港，并于8日与东亚分舰队的旗舰俾斯麦侯爵号会合。8月，随着俄国在黄海海战中战败，受损严重的俄国战列舰皇太子号和三艘驱逐舰前往青岛的德国海军基地寻求庇护。由于德国是中立国，东亚分舰队遂对皇太子号和驱逐舰实施扣留。8月13日，俄国舰只已从三艘英国轮船上补充了煤炭供应，但汉萨号及俾斯麦侯爵号采取行动阻止它们离开港口。赫塔号、秃鹫号，以及炮艇猞猁号和虎号也在随后加入其中。迫于日本的压力，俄国舰只直至战争结束方才获释返国。

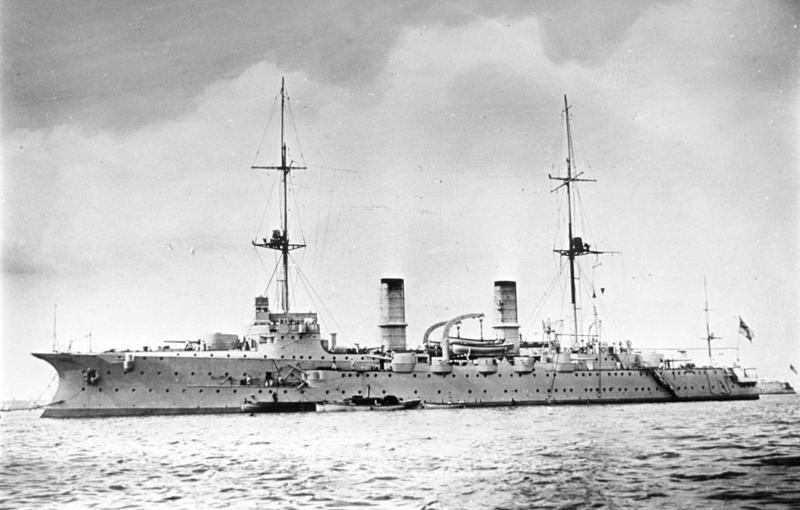
改造后的汉萨号

汉萨号于1906年脱离东亚分舰队并回到德国。第二年，它前往但泽帝国船厂的旱坞进行改造，并在此期间重新装配了锅炉。舰只最初设三座烟囱，而在现代化的过程中则调整为两座。改造于1909年完成，汉萨号自此开始担任海军学员的教练船。从1911年至1912年，君特·吕特晏斯登舰担任军校学员的教官。在后来的第二次世界大战期间，他还将指挥由俾斯麦号和欧根亲王号组成的特遣部队。1912年1月初，汉萨号巡航进入大西洋，并到访了百慕大。
汉萨号在第一次世界大战期间的运用十分有限。当敌对行动爆发时，它被临时动员至第五侦察集群，任务是在波罗的海训练海军学员。然而至1914年底，舰只便被撤出现役。然后，它开始作为一艘岸防舰使用。1915年之后，它再度撤离前线值勤，并至基尔担任鱼雷艇船员的宿营船。舰只于1919年12月6日正式从海军名录中除籍并售予伦茨堡的拆船商。它于翌年拆解报废。